# Atelier Annie: Alchemists of Sera Island
Atelier Annie: Alchemists of Sera Island (アニーのアトリエ ～セラ島の錬金術士～?, Anī no Atorie: Sera-tō no renkinjutsushi) è un videogioco di ruolo appartenente alla serie Atelier, sviluppata da Gust per Nintendo DS. Il videogioco è stato pubblicato in Giappone il 12 marzo 2009 e distribuito in America del Nord da Nippon Ichi Software il 27 ottobre dello stesso anno.